# Mină (unitate de măsură)
O mină (în greaca veche μνᾶ / mna, iar în latină mina) era o unitate de masă în Grecia antică și în Roma Antică, a cărei valoare varia între regiuni. La Atena, ea echivala cu 606 grame. Era și o unitate monetară de calcul, care valora 100 de drahme, adică 432 de grame de argint.

## Măsură
- În Noul Testament, 1 mină = a 60-a parte dintr-un talant, cam 558-610 grame.[1]
- Mina de Reims valora 1/2 setier sau 2 „quartels”.[2]
- Mina de Orléans cântărește 50 livre franceze. 12 mine fac un muid, care cântărește 600 de livre franceze.[3]

## Galerie de imagini

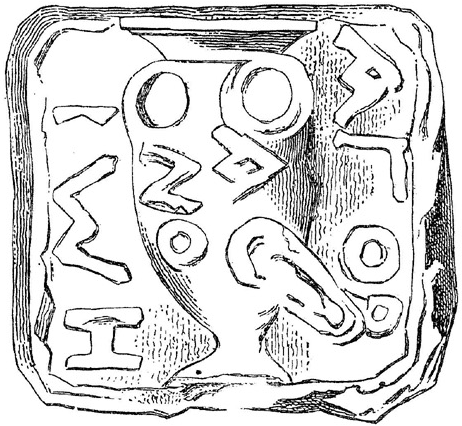
Mină din Atena.
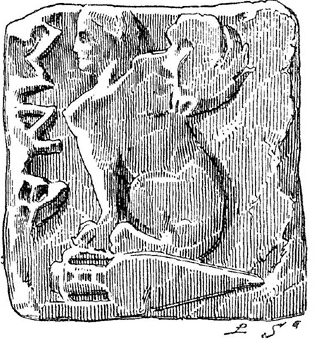
Mină din Chios.
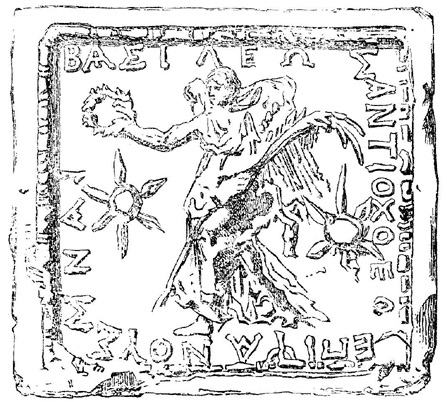
Mina lui Antiochus IV Epifanie.
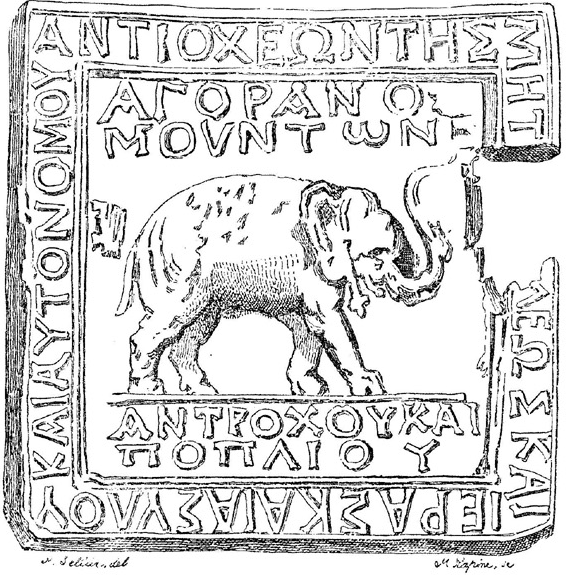
Mina lui Antiochus.

## Mina în sistemul monetar antic grec
- 1 talant = 60 de mine
- 1 mină = 100 de drahme
- 1 stater = 2 drahme
- 1 drahmă = 6 oboli
- 1 obol = 8 chalkus
- 1 chalkus = 1/8 de obol